# Slutspel (film, 2000)
Slutspel, irländsk/brittisk film från 2000 baserad på Samuel Becketts pjäs Endgame.

## Handling
Hamm och hans föräldrar lever ett stillsamt liv medan Clov lever ett hetsigt liv. Clov vill åka iväg när föräldrarna dör, men det verkar inte finnas någonstans att åka.

## Om filmen
Filmen spelades in i studio i Bray och hade premiär på Toronto International Film Festival den 10 september 2000. Den hade svensk premiär den 21 juli 2003.

## Rollista
- Michael Gambon - Hamm
- David Thewlis - Clov
- Jean Anderson - Nell
- Charles Simon - Nagg